# Vaejovis
Vaejovis là một chi bọ cạp trong họ Vaejovidae.

## Các loài
- Vaejovis bandido Graham, Ayrey & Bryson, 2012
- Vaejovis brysoni Ayrey & Webber, 2013[1]
- Vaejovis carolinianus (Beavois, 1855)
- Vaejovis cashi Graham, 2007
- Vaejovis confusus Stahnke, 1940
- Vaejovis crumpi Ayrey & Soleglad, 2011
- Vaejovis deboerae Ayrey, 2009
- Vaejovis electrum Hughes, 2011
- Vaejovis eusthenura (Wood, 1863)
- Vaejovis feti Graham, 2007
- Vaejovis franckei Sissom, 1989
- Vaejovis grahami Ayrey & Soleglad, 2014
- Vaejovis grayae Ayrey, 2014
- Vaejovis granulatus Pocock, 1898
- Vaejovis halli Ayrey, 2012
- Vaejovis hirsuticauda Banks, 1910
- Vaejovis jonesi Stahnke, 1940
- Vaejovis lapidicola Stahnke, 1940
- Vaejovis mexicanus Kock, 1836
- Vaejovis montanus Graham, 2010
- Vaejovis nayarit Armas & Eliezer Martin, 2001
- Vaejovis pattersoni Williams, 1980
- Vaejovis paysonensis Soleglad, 1973
- Vaejovis punctipalpi (Wood, 1863)
- Vaejovis puritanus Gertsch, 1958
- Vaejovis spinigerus (Wood, 1863)
- Vaejovis subcristatus Pocock, 1898
- Vaejovis tenuipalpus Sissom, Hughes, Bryson & Prendini, 2012
- Vaejovis trinityae Ayrey, 2013
- Vaejovis vorhiesi Stahnke, 1940
- Vaejovis waeringi Williams, 1970